# 早矢仕飯

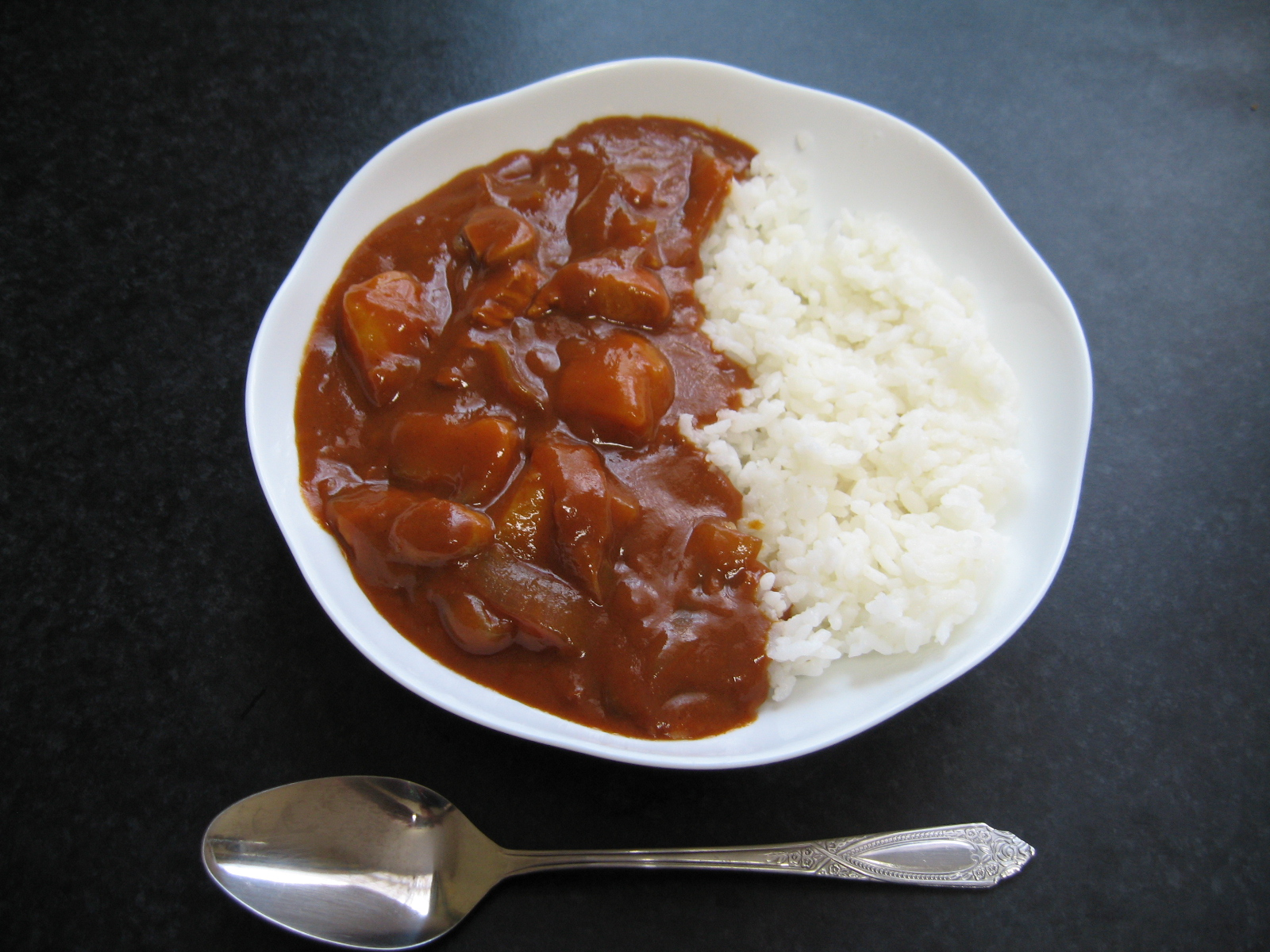
早矢仕飯

早矢仕飯（或稱香雅飯、日式牛肉燴飯、林氏牛肉飯）是一種日本洋食。此菜式的材料包括牛肉、洋蔥、蘑菇，並以牛肉燴醬煮成，配以米飯同食。
早矢仕飯的日本名字（ハヤシライス, Hayashi rice）來源有好多種說法，其中一說是取自丸善的首位主席早矢仕有的（Hayashi Yūteki），也有說法是源自英語“Hashed beef”（碎肉片）一詞——如ハッシュドビーフ・ウィズ・ライス（Hashed beef with Rice）、ハッシュド・アンド・ライス（Hashed and rice）。
部分地区會用猪肉代替牛肉，并加入蘑菇和其他配料。与咖喱和米饭一样，在市场上有販售只需加热并倒置在米饭上即可食用的即食固体面粉糊和酱汁。